# Ulla Vestergaard
Ulla Alma Vestergaard (født 21. oktober 1958) er en dansk kommunalpolitiker som var borgmester i Thisted Kommune fra 2018 til 2021. Hun er medlem af Socialdemokratiet.
Ved kommunalvalget i 2017 gik Socialdemokratiet frem med 4,7 procentpoint til 34,3 procent af stemmerne, og skønt Det Konservative Folkeparti med borgmester Lene Kjelgaard Jensen gik endnu mere frem, måtte hun dog indse, at en konstituering med Venstre, der var gået kraftigt tilbage, ikke var mulig. Med opbakning fra Venstre kunne den socialdemokratiske spidskandidat, Ulla Vestergaard, derpå overtage borgmesterposten.